# Cartas en el asunto
Going Postal es la 33ª novela de la saga de Mundodisco de Terry Pratchett, publicada originalmente en 2004 y traducida al español en abril de 2011 con el título de Cartas en el asunto. Esta es la primera que tiene a Moist von Lipwig (Húmedo von Mustachen en español) como protagonista.  
El libro estuvo nominado para Premio Nébula a la mejor novela en el año 2005. 

## Argumento
Húmedo von Mustachen es un estafador muy dotado para dicho trabajo, pero al momento de iniciar la novela, se encuentra en una celda en la ciudad de Ankh-Morpork, bajo el pseudónimo de Alfred Spangler, esperando su turno en la horca, por haberse apropiado de 150.000 dólares. Después de ser colgado, se encuentra en el Despacho Oblongo, la oficina de Lord Vetinari, el cual le ofrece una elección, puede irse por la puerta, o tomar el puesto como jefe de la Oficina de Correos de Ankh-Morpork. 
Con cierta renuencia, Húmedo asume las tareas de su cargo, y su capacidad de manejar a la gente, logra primero poner a la gente del correo de su lado, y lentamente, a toda la ciudad. Desde este puesto introduce el concepto de sello postal. Para esto cuenta con la ayuda de los dos extraños empleados del Correo, el anciano Ardite, y el joven Stanley. Para la entrega del correo usa inicialmente gólems, conociendo a Adora Buencorazón, la joven a cargo de la Fundación Gólem. 
Al poco, el correo está funcionando tan bien que compite a la par de la compañía de clacks Gran Tronco, a cuyo presidente Húmedo rápidamente reconoce como otro estafador, comenzando un duelo por ver quién se queda con el control de las comunicaciones en la ciudad. 
Para esto tendrá la ayuda de los empleados del correo, de Adora, y otros personajes relacionados con la compañía de clacs.

## Adaptaciones
Sky One anunció una adaptación televisiva en dos partes de Going Postal que se emitió en mayo de 2010, con el título de Terry Pratchett's Going Postal. Se trató de la tercera adaptación de obras de Terry Pratchett tras Terry Pratchett's Hogfather en 2007 y Terry Pratchett's The Colour Of Magic en 2008.

## Traducciones
- Пощоряване (búlgaro)
- Zasl/raná pošta (checo)
- Posterijen (neerlandés)
- Timbré (francés, juego de palabras con « timbre », estampilla y loco)
- Ab die Post (alemán)
- Cartas en el asunto (español)